# Sanktuarium Matki Bożej Nieustającej Pomocy w Radzyniu Podlaskim
Sanktuarium Matki Boskiej Nieustającej Pomocy w Radzyniu Podlaskim – rzymskokatolicki kościół w  Radzyniu Podlaskim, który jest świątynią parafii Matki Boskiej Nieustającej Pomocy.

## Historia
Pierwsze starania podjęte w celu budowy kościoła MBNP w Radzyniu Podlaskim miały miejsce w latach 70. XX wieku. Wtedy to duszpasterze i wierni, aby uprosić od ówczesnych władz komunistycznych pozwolenie na budowę świątyni, założyli Nieustającą Nowennę do Matki Bożej Nieustającej Pomocy. Pozwolenia udzielono dopiero w 1983 roku. W 1985 roku, dzięki staraniom księdza Witolda Kobylińskiego i ks. Henryka Hołoweńki, zaczęto pierwsze prace budowlane. 31 sierpnia 1986 roku biskup siedlecki Jan Mazur wmurował kamień węgielny pod budowę kościoła. Rok później została odprawiona pierwsza msza święta. Nowa parafia została erygowana dnia 25 grudnia 1988 r. Początkowo był użytkowany kościół dolny, który w surowym stanie został oddany do użytku. 24 października 1993 roku bp Jan Mazur, w asyście bpa Henryka Tomasika i bpa Wacława Skomorochy, dokonał uroczystego poświęcenia kościoła oraz namaszczenia jego ołtarza i ścian. W 1995 roku poświęcony został nowy obraz Matki Bożej Nieustającej Pomocy – kopia ikony z Rzymu. Rok później poświęcono trzy dzwony noszące imiona Jan Paweł II, Jan Chrzciciel, św. Henryk. W czwartą rocznicę konsekracji kościoła zostały poświęcone organy piszczałkowe. W 2008 roku biskup ordynariusz diecezji siedleckiej wydał decyzję o zmianie tytułu świątyni na sanktuarium. Od 26 września 2011 roku kościół jest siedzibą dekanatu radzyńskiego. W 2010 roku w świątyni ustawiono drzwi, wykonane z brązu, które są jednymi z największych i najcięższych w Polsce.